# Crisólogo Larralde
Crisólogo Larralde (Quilmes, 29 de enero de 1902; Berisso, 23 de febrero de 1962) fue un político argentino, perteneciente a la Unión Cívica Radical.

## Biografía
Crisólogo Larralde nació en un hogar obrero de Quilmes, provincia de Buenos Aires.
una familia de seis hermanos que vivían con sus padres en una habitación de conventillo. Su padre era un obrero anarquista que lo introdujo en la militancia sindical y libertaria. Su madre era trabajadora doméstica.[cita requerida] En 1916, cuando tenía 14 años, se afilió a la Unión Cívica Radical, movilizado por el impacto histórico del triunfo de Hipólito Yrigoyen.
Durante la llamada Década Infame fue elegido y asumió como concejal en Avellaneda. En 1940 fue elegido senador provincial en Buenos Aires junto con Ricardo Balbín, pero presentó renuncia indeclinable debido al fraude sistemático y generalizado que imponían los gobiernos de la Concordancia.
En 1943 fue uno de los fundadores de la corriente interna Revisionismo Bonaerense, presidida por Ricardo Balbín, e integrada por Oscar Alende y Moisés Lébensohn, entre otros, que constituyó uno de los primeros intentos en desalojar de la conducción de la UCR a la corriente conservadora unionista (alvearista).
En abril de 1945 fue uno de los firmantes de la Declaración de Avellaneda, que diera origen poco después al Movimiento de Intransigencia y Renovación (MIR).
Ante las movilizaciones obreras del 17 de octubre de 1945, Larralde se opuso a la lectura despectiva de los hechos que caracterizó al unionismo radical y los sectores conservadores sosteniendo:

Asistimos a la condenación de las manifestaciones populares del 17 y 18 de octubre; observamos que diarios, gremios, instituciones y partidos se empeñan en demostrar que los manifestantes no fueron el pueblo ni los obreros auténticos. El ciudadano que escribe este artículo, hijo de una inmigrante que trabajó como sirvienta y de un obrero que perdió hace 8 años su vida mientras conducía un carro, declara que en esa multitud que desfilo encontró gente del pueblo. El autor de este artículo se encontró a sí mismo en los niños de zapatillas rotas y mal vestidos; en muchos casos o en todos los que fueron tildados de descamisados. Él también conoció, con sus cinco hermanos, el hacinamiento de una sola habitación y la promiscuidad de los inquilinatos; supo qué es carecer de medias, ropas, botines, y alguna vez comenzó sus estudios secundarios poniéndose los pantalones largos de su padre, un saco rehecho por su madre, camisa y sombrero usados, provistos por algún generoso vecino.
El 17 de octubre salió el pueblo a la calle y produjo un acto de adhesión al coronel Perón. Creyó que las llamadas conquistas sociales corrían peligro de desaparecer y afirmó su derecho a mantenerlas, vivando al coronel Perón. En este apellido la gente joven ve al realizador de un programa social. El pueblo habló, gritó, desfiló, realizó agresiones, llenó de inscripciones las paredes, dijo lo que le parecía justo.

En noviembre del mismo año escribió en el diario El Centinela sobre la política social del gobierno de facto:

¨Durante dos años y medio, en cadena de radiodifusoras y en todas las publicaciones, Perón, a coro con millares de empleados nacionales, provinciales y municipales, negó que en el país se hubiera hecho obra social antes del 4 de junio de 1943; la lucha social la iniciaba en la Argentina, un coronel con cincuenta años de edad, a quien antes de esa fecha no se le conoció vocación popular ni democrática y que durante los trece años del fraude, estuvo recibiendo ascensos de los gobernantes de la oligarquía y del privilegio. ¡Trece años de maduración necesitó el espíritu de ese ciudadano para comprender el drama del hombre argentino, como trabajador y como elector!

¡Y cuando la maduración - cuando la larga maduración se produce - resulta él, el coronel Perón, el inventor de la política social, de la justicia social, de las reivindicaciones obreras!... Durante dos años y medio - en todos los tonos, por todas las radios y diarios - repite que en la Argentina hacía 40 ó 50 años que no se llevaba a cabo una obra de justicia social!

Y ocurrió lo que debía ocurrir. Como nadie más que el coronel Perón pudo hablar, como nadie tuvo la libertad para demostrar que aquellas afirmaciones eran imposturas, para mucha gente... la campana de Perón resultó ser la mejor campana. No pensó que las demás estaban condenadas al silencio, por la fuerza.¨

Luego del 17 de octubre de 1945, junto al resto de los intransigentes, Crisólogo Larralde se opuso a que la Unión Cívica Radical integrara la Unión Democrática, y rechazó el tono crudamente antiperonista de la campaña electoral.
Crisólogo Larralde fue candidato a vicegobernador en las Elecciones provinciales de Buenos Aires de 1946 por la alianza Unión Demócrata acompañando a Juan Prat.
Luego de la derrota de la Unión Democrática en las elecciones de 1946, Crisólogo Larralde, fue junto con Antonio Sobral y Arturo Frondizi uno de los tres intransigentes que integraron la Junta de siete miembros que reemplazó al Comité Nacional. A poco andar, los tres miembros intransigentes abandonaron la Junta por las diferencias irreconciliables que tenían con el sector unionista.
En 1954 se realizaron elecciones para elegir vicepresidente de la Nación. Larralde fue el candidato del radicalismo. 
En 1956, la Unión Cívica Radical se dividió en dos: la Unión Cívica Radical Intransigente (UCRI) dirigida por Arturo Frondizi, y la Unión Cívica Radical del Pueblo (UCRP) dirigida por Ricardo Balbín. Larralde fue uno de los dirigentes que más se esforzó en evitar la fractura. Una vez producida se integró a las filas de la UCRP en donde fue elegido ese mismo año presidente del Comité Nacional.
En 1957, como presidente del Comité Nacional de la UCRP, intervino activamente para evitar que los convencionales de la UCRP se retiren de la Convención Constituyente antes de dar su voto favorable por el artículo 14 bis de la Constitución Nacional, sobre los derechos del trabajo. Inmediatamente después, los convencionales sabattinistas, junto a los conservadores, se retiraron de la Convención Constituyente, impidiéndole continuar.
En 1958 Larralde fue candidato a gobernador de Buenos Aires acompañado nuevamente por Ricardo Rudi como en 1951 enfrentándose al candidato de la Unión Cívica Radical Intransigente,el exdiputado nacional Oscar Alende.
En 1962 Crisólogo Larralde era el candidato a gobernador de Buenos Aires por la UCRP. El 23 de febrero de ese año, en ocasión de un acto de campaña en el distrito industrial de Berisso (Gran Buenos Aires), murió en la tribuna, en el momento en que pronunciaba su discurso.
Una importante avenida de Capital Federal (cruzando los barrios de Núñez, Saavedra y Villa Urquiza) lleva su nombre en homenaje. Al igual queen el Municipio de Avellaneda, una avenida también lleva su nombre.